# Michael Bzdel
Michael (Mykhailo) Bzdel CSsR (* 21. Juli 1930 in Wishart, Saskatchewan; † 3. April 2012 in Winnipeg) war Archeparch der ukrainischen griechisch-katholischen Kirche Erzeparchie Winnipeg und Metropolit der ukrainischen Katholiken in Kanada.

## Leben
Michael Bzdel besuchte das Saint Vladimir College in Roblin, Manitoba und trat der Ordensgemeinschaft eines Zweigs der Ostkirche der Redemptoristen bei. Nach seinem Noviziat in Yorkton, Saskatchewan, studierte er von 1948 bis 1955 Theologie und Philosophie in Waterford und Meadowvale in Ontario. Der Apostolische Exarch von Ost-Kanada, Isidore Borecky, spendete ihm am 7. Juli 1954 die Priesterweihe. Er war von 1955 bis 1967 Pfarrer in Roblin, wo er auch am Saint Vladimir College lehrte. Er war Seelsorger in Winnipeg (1967–71), Saskatoon (1972–81) und Yorkton sowie Dekan (1981–84). In einem Sabbatical (1971–72) studierte er pastoral counseling an der Saint Paul University in Ottawa. Von 1983 bis 1992 war er Provinzial der Redemptoristen in der Ordensprovinz Yorkton.
Papst Johannes Paul II. ernannte ihn am 16. Dezember 1992 zum Erzbischof (Archeparch) der ukrainisch-katholischen Erzeparchie Winnipeg (ua: Українська Католицька Архиєпархія Вінніпеґу) sowie zum Metropoliten der ukrainischen Katholiken in Kanada. Der emeritierte Erzbischof von Winnipeg, Maxim Hermaniuk CSsR, spendete ihm am 9. März 1993 die Bischofsweihe in der Kathedrale Wladimir und Olga in Winnipeg; Mitkonsekratoren waren Stephen Sulyk, Erzbischof von Philadelphia, und Myron Michael Daciuk OSBM, Bischof von Edmonton.
Bzdel war als Metropolit von Kanada Mitglied des Ständigen Rates der kanadischen Bischofskonferenz (CCCB). Er engagierte sich in weiteren Ausschüssen und Kommissionen, darunter im Ad-hoc-Ausschuss für die Beihilfen zugunsten der Kirche in Ost- und Mitteleuropa und auf dem Balkan. Im Jahr 1997 benannte ihn der Heilige Vater als Delegierten an der Sondersynode für die Versammlung der Bischöfe für Amerika.
Am 9. Januar 2006 nahm Papst Benedikt XVI. seinen altersbedingten Rücktritt an.